# Żubrówka

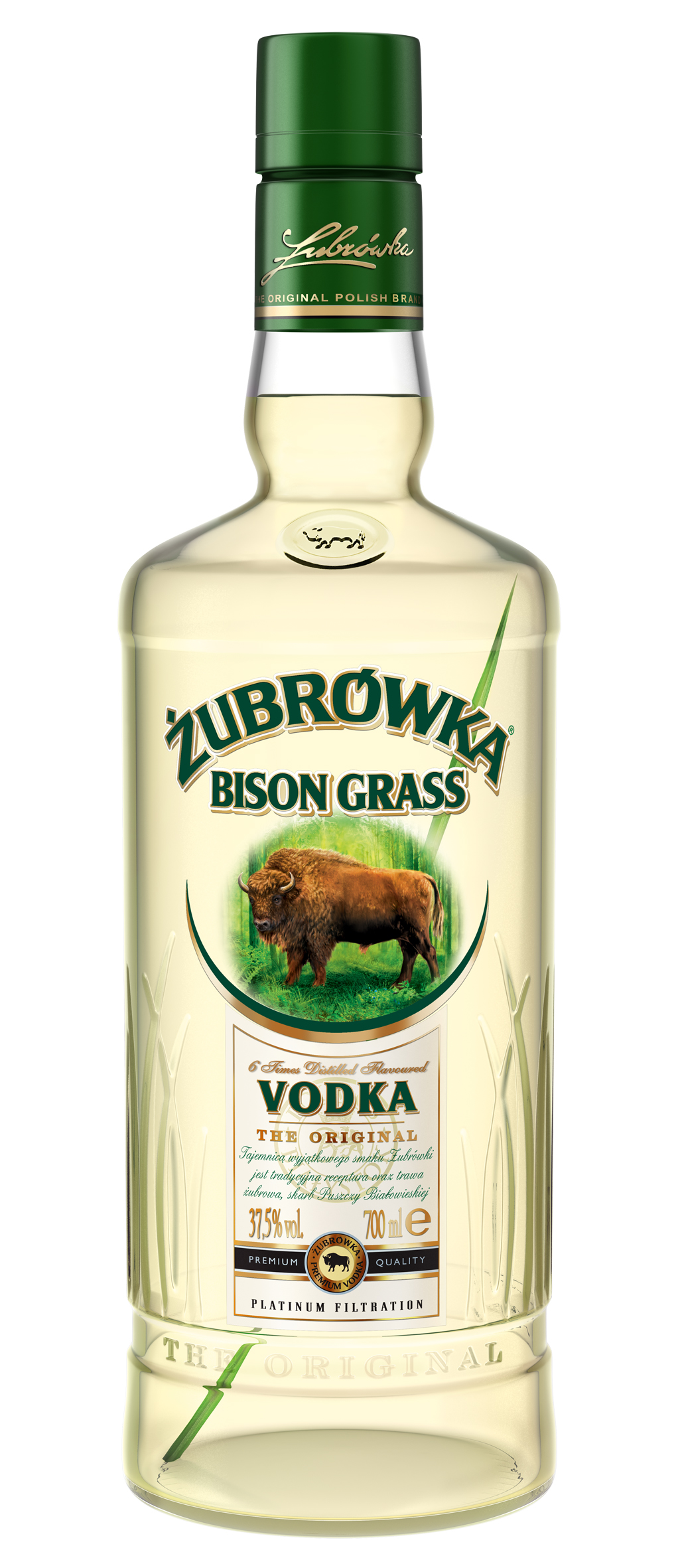
Żubrówka - sticla de 700 ml.

Żubrówka este o votcă produsă în Polonia cu aromă de ierburi (iarbă de zimbru/Hierochloe odorata), distilat din secară și îmbuteliată la 40%.
Gustul său unic este dat de Galium odoratum (vinariță), vanilie, nucă de cocos și migdale.
Distilatul de secară este aromat cu tinctură de iarbă de bizon (Hierochloe odorata), care dă spirtului culoarea gălbuie. Această iarbă crește în Pădurea Bialowieza și în altă parte. 
În mod tradițional în fiecare sticlă de Żubrówka este plasat un fir de iarbă de zimbru, deși acest lucru este în mare parte cu scop decorativ.
Numele Żubrówka vine de la Żubr, cuvânt polonez și belarus pentru zimbru (bizonul european), căruia îi place deosebit de mult iarba de zimbru.